# Gregor Tomc
Gregor Tomc, slovenski politik, sociolog in glasbenik, * 3. februar 1952.
Leta 1977 sta s Petrom Lovšinom ustanovila punk skupino Pankrti, ki je delovala do leta 1987.
Leta 1991 sta skupaj s Sašo Boletom ustanovila heavy metal zasedbo Bombe, ki je delovala do leta 1997.
Leta 2006 je bil na Listi Zorana Jankovića izvoljen v Mestni svet Mestne občine Ljubljana.
Poročen je s sociologinjo Barbaro Kobal Tomc.